# Isekai Yakkyoku
Isekai Yakkyoku (異世界薬局?), también conocida como Parallel World Pharmacy, es una serie de novelas ligeras japonesas escritas por Liz Takayama e ilustradas por keepout. Se serializó en línea desde julio de 2015 hasta septiembre de 2023 en el sitio web de publicación de novelas generado por el usuario Shōsetsuka ni Narō. Posteriormente fue adquirida por Media Factory, que publicó diez volúmenes desde enero de 2016 hasta enero de 2024 bajo su sello MF Books. Una adaptación a manga con arte de Sei Takano se ha serializado en línea a través del sitio web ComicWalker de Kadokawa Shōten desde noviembre de 2016. Una adaptación de la serie al anime se estrenó el 10 de julio de 2022.

## Personajes
Farma de Medicis (ファルマ・ド・メディシス Faruma do Medishisu?)
 Seiyū: Aki Toyosaki
Eleonor "Ellen" Bonnefoy (エレオノール･ボヌフォワ Ereonōru Bonufowa?)
 Seiyū: Reina Ueda
Charlotte "Lotte" Sorel (シャルロット･ソレル Sharurotto Soreru?)
 Seiyū: Kaede Hondo
Reina Elisabeth II (エリザベート二世 Erizabēto Nisei?)
 Seiyū: Shizuka Itō
Bruno de Médicis (ブリュノ・ド・メディシス Buryuno do Medishisu?)
 Seiyū: Kenji Nomura
Blanche de Médicis (ブランシュ・ド・メディシス Buranshu do Medishisu?)
 Seiyū: Maria Naganawa

## Contenido de la obra

### Novelas ligeras
La serie está escrita por Liz Takayama e ilustrada por keepout. Se serializó en línea desde julio de 2015 hasta septiembre de 2023 en el sitio web de publicación de novelas generado por el usuario Shōsetsuka ni Narō. Posteriormente fue adquirida por Media Factory, que publicó diez volúmenes desde enero de 2016 hasta enero de 2024 bajo su sello MF Books.

#### Lista de volúmenes
| Volúmenes de novelas ligeras publicadas | Volúmenes de novelas ligeras publicadas | Volúmenes de novelas ligeras publicadas |
| Número                                  | Fecha de lanzamiento                    | ISBN                                    |
| --------------------------------------- | --------------------------------------- | --------------------------------------- |
| 1                                       | 25 de enero de 2016                     | ISBN 978-4-04-068047-7                  |
| 2                                       | 25 de mayo de 2016                      | ISBN 978-4-04-068320-1                  |
| 3                                       | 25 de octubre de 2016                   | ISBN 978-4-04-068672-1                  |
| 4                                       | 25 de marzo de 2017                     | ISBN 978-4-04-069088-9                  |
| 5                                       | 25 de agosto de 2017                    | ISBN 978-4-04-069409-2                  |
| 6                                       | 24 de marzo de 2018                     | ISBN 978-4-04-069806-9                  |
| 7                                       | 25 de julio de 2019                     | ISBN 978-4-04-065838-4                  |
| 8                                       | 21 de julio de 2021                     | ISBN 978-4-04-064268-0                  |
| 9                                       | 23 de diciembre de 2022                 | ISBN 978-4-04-682021-1                  |
| 10                                      | 25 de enero de 2024                     | ISBN 978-4-04-683252-8                  |

### Manga
Una adaptación a manga con arte de Sei Takano se ha serializado en línea a través del sitio web ComicWalker de Kadokawa Shōten desde noviembre de 2016. Se ha recopilado en ocho volúmenes de tankōbon.

##### Lista de volúmenes
| Volúmenes de manga publicados | Volúmenes de manga publicados | Volúmenes de manga publicados |
| Número                        | Fecha de lanzamiento          | ISBN                          |
| ----------------------------- | ----------------------------- | ----------------------------- |
| 1                             | 23 de marzo de 2017           | ISBN 978-4-04-069116-9        |
| 2                             | 23 de septiembre de 2017      | ISBN 978-4-04-069419-1        |
| 3                             | 23 de mayo de 2018            | ISBN 978-4-04-069836-6        |
| 4                             | 22 de febrero de 2019         | ISBN 978-4-04-065350-1        |
| 5                             | 21 de octubre de 2019         | ISBN 978-4-04-064070-9        |
| 6                             | 23 de septiembre de 2020      | ISBN 978-4-04-064768-5        |
| 7                             | 21 de julio de 2021           | ISBN 978-4-04-680506-5        |
| 8                             | 22 de marzo de 2022           | ISBN 978-4-04-681251-3        |

### Anime
Se anunció una adaptación de la serie al anime el 15 de julio de 2021. La serie está producida por Diomedéa y dirigida por Keizō Kusakawa, con Wataru Watari a cargo de los guiones de la serie, Mayuko Matsumoto diseñando los personajes y Tatsuya Katō y Satoshi Hōno componiendo la música. Se estrenó el 10 de julio de 2022 en AT-X, Tokyo MX, Kansai TV y BS NTV. El tema de apertura es "Musō-teki Chronicle" interpretado por Kaori Ishihara, mientras que el tema de cierre es "Haku'u" interpretado por Little Black Dress. Muse Communication obtuvo la licencia de la serie en Taiwán, el sur y el sudeste de Asia. Crunchyroll obtuvo la licencia de la serie fuera de Asia.

## Recepción
La novela ligera y el manga juntos tienen más de 2.300.000 copias impresas.